# Бесов, Дмитрий Николаевич
Дмитрий Николаевич Бесов (16 апреля 1924, Ленинград — 22 сентября 2022) — основатель и первый директор санкт-петербургской футбольной школы «Смена». Заслуженный работник физической культуры РСФСР (1988).

## Биография
Родился в семье врачей. Вырос в Ленинграде. Начал играть в футбол в 11 лет в саду Военно-медицинской академии. Играл на первенство Выборгского района, в чемпионате Ленинграда за юношескую команду «Красная Заря». В 1941 году 17-летним нападающим попал в команду мастеров. Провёл в городе семь месяцев ленинградской блокады, в 1942 г. был эвакуирован в Оренбургскую область вместе с матерью, заведовавшей отделением в детской больнице. Летом 1942 года был призван на Тихоокеанский флот, отыграл 1,5 месяца в первенстве Владивостока. Учился на радиста в Каспийской флотилии, в конце осени 1942 был призван в Волжскую флотилию под Сталинград. Дошёл до Берлина.
Награждён медалями «За боевые заслуги», «За отвагу», «За взятие Берлина», «За победу над Германией», орденом Отечественной войны II степени.
По окончании войны некоторое время оставался на военной службе. Учился в Военном институте физкультуры, затем тренировал футбольную команду Дома офицеров Северного флота в Североморске.
В 1956 г. вернулся в Ленинград, работал старшим тренером центральной детской спортивной школы городского отдела образования. В 1967 г. стал инициатором создания и первым директором специализированной детско-юношеской футбольной школы «Смена», в которой проработал 52 года (директор до 2005 г.). Воспитанники школы играли в разных составах футбольного клуба «Зенит»; в 1984 г. в составе команды «Зенита», впервые ставшей чемпионом СССР, было 10 воспитанников школы Бесова.
С 2012 г. в Санкт-Петербурге проходит ежегодный турнир детских футбольных команд на Кубок Дмитрия Бесова.
Скончался 22 сентября 2022 года в возрасте 98 лет.
Похоронен на Богословском кладбище Санкт-Петербурга.